# Entertainments National Service Association

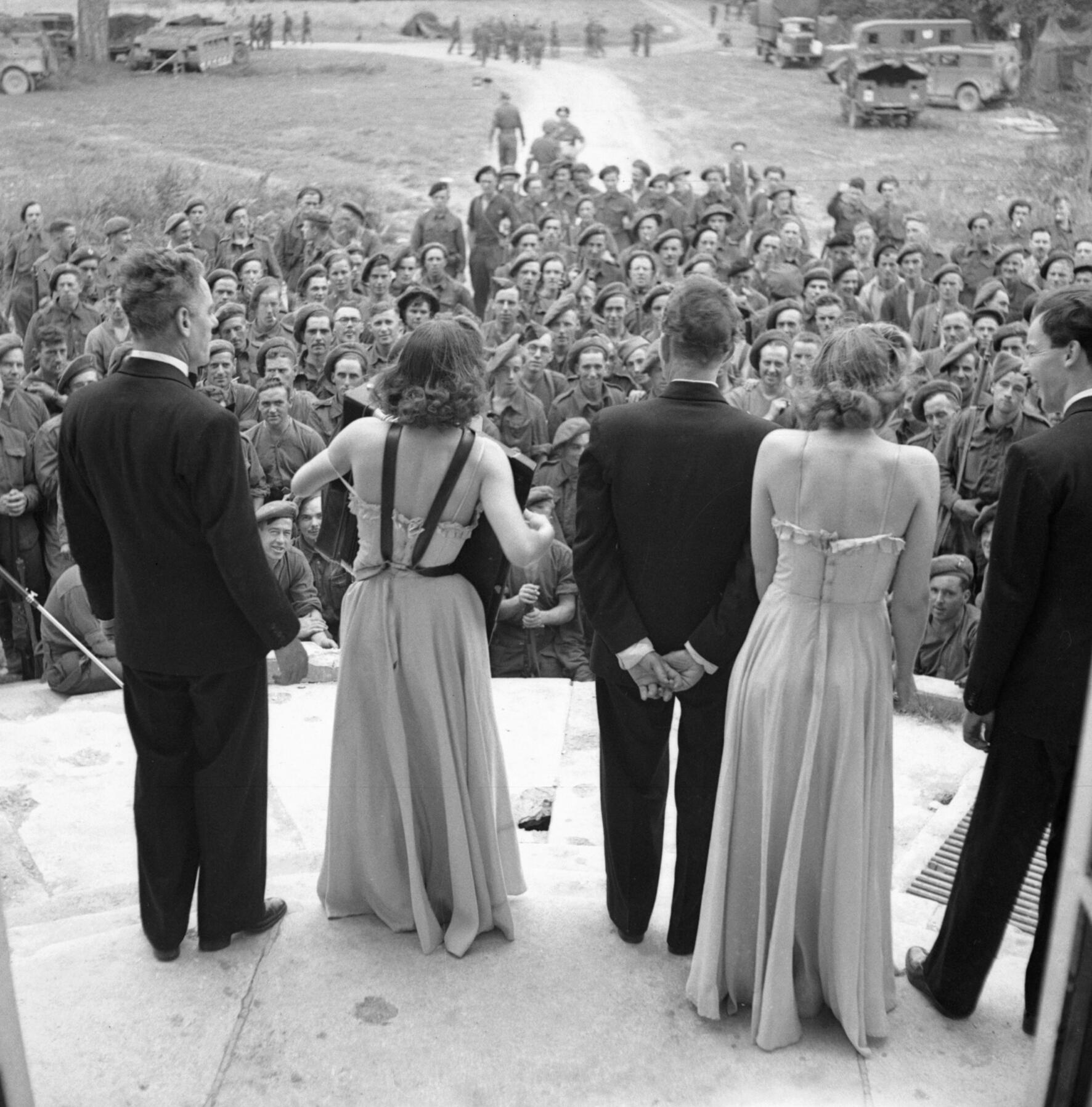
Un party concerto dell'ENSA che intrattiene truppe dai gradini di un castello in Normandia, il 26 luglio 1944

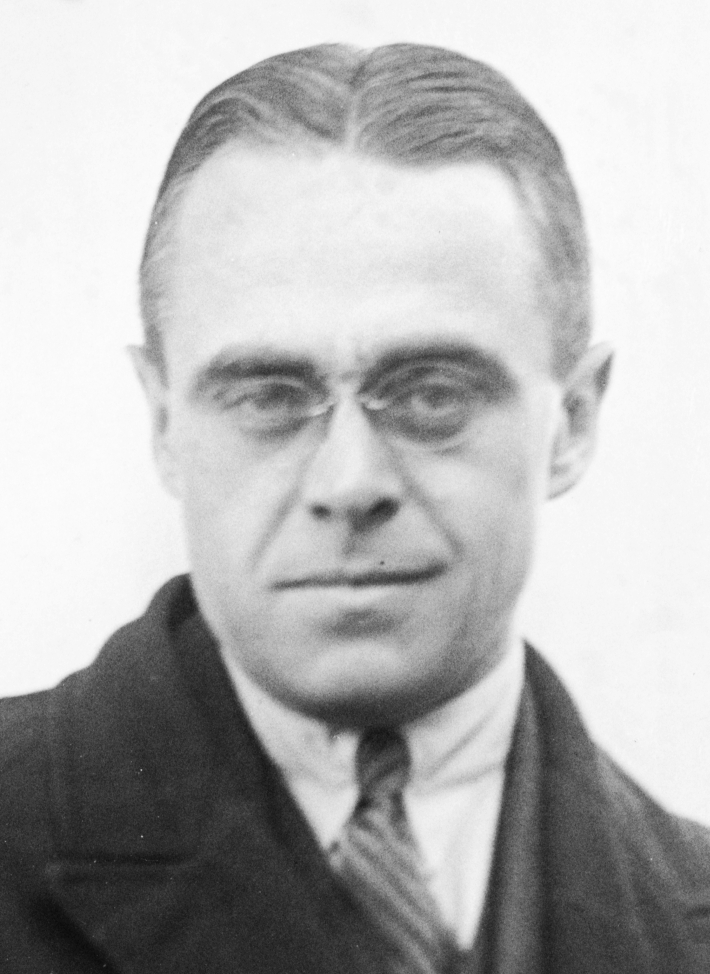
Basil Dean

La Entertainments National Service Association (ENSA) era un'organizzazione istituita nel 1939 da Basil Dean e Leslie Henson per intrattenere il personale delle forze armate britanniche durante la seconda guerra mondiale. L'ENSA operava come parte degli Istituti della Marina, dell'Esercito e dell'Aeronautica. Fu sostituito dal Combined Services Entertainment (CSE) che ora opera come parte della Services Sound and Vision Corporation (SSVC).
Il primo grande concerto di varietà in tempo di guerra organizzato dall'ENSA fu trasmesso dalla BBC all'Impero e alle reti locali da RAF Hendon a nord di Londra il 17 ottobre 1939. Adelaide Hall, The Western Brothers e Mantovani erano tra gli intrattenitori che apparivano sulla locandina. Uscì un cinegiornale di questo concerto che mostra Adelaide Hall che canta We're Going to Hang out the Washing on the Siegfried Line accompagnata da Mantovani e la sua orchestra.

## Membri
Molte star famose si sono esibite per l'ENSA, tra queste Sir Seymour Hicks, che guidò il primo spettacolo nel 1939; erano richiesti anche l'altro ENSA originale. Organizzatori, Beatrice Lillie, Dame Sybil Thorndike e Sir Harry Lauder.
Altri artisti popolari che si esibirono per E.N.S.A. durante gli anni della guerra furono:
- Peggy Ashcroft
- Arthur Askey
- Hermione Baddeley
- Joséphine Baker
- Leslie Banks
- Webster Booth
- Chili Bouchier
- Al Bowlly
- Dame Lilian Braithwaite
- Wilfrid Brambell
- pianist Ronnie Bridges[2]
- Clive Brook
- Dora Bryan
- Jack Buchanan
- Douglas Byng
- Rebecca Cantwell
- Robert Carr
- Belle Chrystal
- John Clements
- Charles Coborn
- Billy Cotton
- Cicely Courtneidge
- Noël Coward
- Bebe Daniels
- Tudor Davies
- Frances Day
- Betty Driver
- Madge Elliott
- Fred Emney
- Edith Evans
- David Farrar
- Gracie Fields
- Flanagan e Allen
- Florrie Forde
- George Formby
- Leo Franklyn
- Will Fyffe
- Geraldo e la sua Orchestra
- Gert e Daisy
- John Gielgud
- Hermione Gingold
- Stewart Granger
- Joyce Grenfell
- Binnie Hale
- Sonnie Hale
- Adelaide Hall
- Alec Halls MBE
- Tommy Handley
- Sir Cedric Hardwicke
- Gordon Harker
- Jack Hawkins
- Will Hay
- Richard Hearne
- Leslie Henson
- Stanley Holloway
- Victoria Hopper
- Bobby Howes
- Claude Hulbert
- Jack Hulbert
- Leslie Hutchinson
- Jack Hylton
- Jimmy Jewel
- Yvonne Jolly
- Deborah Kerr
- Hetty King
- Lupino Lane
- Gertrude Lawrence
- Evelyn Laye
- Vivien Leigh
- Josef Locke
- Margaret Lockwood
- Bessie Love
- Arthur Lucan
- Claire Luce
- Vera Lynn
- Ben Lyon
- Mantovani
- Jessie Matthews
- Helen McKay
- John McCormack
- Spike Milligan
- Billy Milton
- Clifford Mollison
- Richard Murdoch
- Anna Neagle
- Nervo e Knox
- Ivor Novello
- Vic Oliver
- Tessie O'Shea
- Sandy Powell
- Ella Retford
- Arnold Ridley[3]
- Robert Rietty
- Cyril Ritchard
- Sir George Robey
- Margaret Rutherford
- Paul Scofield
- Margaretta Scott
- Winifred Shotter
- Alastair Sim
- pianist Cyril Smith
- Dorothy Squires
- Terry-Thomas
- Ernest Thesiger
- Tommy Trinder
- Jack Warner
- Naunton Wayne
- Elisabeth Welch
- The Western Brothers
- Michael Wilding
- Emlyn Williams
- Maurice Winnick
- Googie Withers
- John Wood
- Diana Wynyard
- Anne Ziegler

Nel 1945 gli attori Laurence Olivier e Sir Ralph Richardson furono creati luogotenenti dell'esercito onorario nell'ENSA. Eseguirono i drammi di Shakespeare per le truppe in una tournée di sei settimane in Europa.

## Nella cultura di massa
Nonostante molti intrattenitori e star del cinema di grande talento che lavoravano per l'ENSA, l'organizzazione si sparse necessariamente sulla vasta area che doveva coprire. Quindi molti intrattenimenti erano scadenti e la traduzione popolare dell'acronimo ENSA era "Every Night Something Awful" (Ogni notte qualcosa di terribile).
L'ENSA ha un ruolo modesto nel film d'amore del 1944 Love Story in cui Margaret Lockwood interpreta una pianista concertista che fa un tour dell'ENSA in Nordafrica e nella regione del Mediterraneo.
Il film del 1959 Desert Mice segue le scappatelle immaginarie di una truppa dell'ENSA con protagonista Sid James assegnato al nucleo dell'Africa.
Chaos Supersedes ENSA, una mini-serie (1980), fu scritta e diretta da Patrick Garland per la Thames Television.
La sitcom televisiva It Ain't Half Hot Mum riguardava le disavventure di un gruppo di soldati che offriva intrattenimento in una caserma in India. Questi erano conosciuti come i Concert Party e non erano affatto membri dell'ENSA in quanto erano tutti membri della Royal Artillery anche se erano membri dell'Esercito (in effetti nei primi episodi, erano tutti in pericolo di essere inviati al fronte dal sergente maggiore (Windsor Davies.)
L'ENSA prese parte anche alla sitcom televisiva Goodnight Sweetheart, nell'episodio "How I Won the War".
L'unico teatro ENSA conosciuto ad essere sopravvissuto nella sua condizione originale è il Garrison Theatre al Castello Hurst nel New Forest National Park. Creato dai militari nel 1939 l'arco del proscenio porta ancora il distintivo e le granate della Royal Artillery e le tende pendono ancora da un tubo di gas zincato originale. Gli spettacoli vengono di volta in volta presentati dagli Amici del Castello Hurst.
Nell'episodio di Are You Being Served? intitolato "Camping In", il Sig. Grainger racconta il fatto di essere membro dell'ENSA che il Sig. Humphries affermava che fosse "Ogni notte qualcosa di terribile".
Nella famosa sitcom della BBC, l'episodio di Dad's Army "Museum Piece", l'ENSA rivela di utilizzare i fucili che il Capitano Mainwaring cerca così disperatamente.
Nell'episodio della sitcom della BBC Up Pompeii "Lysistrata the Peace Treaty", il personaggio principale Lurcio (Frankie Howerd) è arruolato nell'esercito. Il capitano Bumptius gli dice che sarà assegnato a "ENSA". Lurcio risponde che non è poi così male e inizia a ripassare le idee dello spettacolo. Il capitano Bumptius poi gli dice che ERSA sta per "East Naples Suicide Army"! (Esercito suicida di East Naples).